# Leviathan (EP)
Albums de Alestorm
Captain Morgan's Revenge
(2008) Black Sails at Midnight
(2009)
Leviathan est un EP du groupe de Power/Folk metal écossais Alestorm. L'EP est sorti le 30 octobre 2008 sous le label Napalm Records.
Il s'agit du troisième EP du groupe, mais du premier sorti sous le nom de Alestorm. En effet, les deux premiers EP de la formation étaient sorties sous le nom de Battleheart.
Le titre Weiber und Wein est la version chantée en allemand du titre Wenches and Mead, qui est à l'origine dans la liste des titres de l'album Captain Morgan's Revenge.
Ce qui rend "Leviathan" particulièrement remarquable, c'est la diversité des instruments qui s'entrelacent pour créer une atmosphère unique. Le groupe utilise des instruments traditionnels comme l'accordéon, qui confèrent une dimension folklorique à leur son mais aussi des instruments plus développés comme la guitare électrique ou la batterie plus traditionnelle pour ce type de musique. Ces instruments apportent une texture mélodique distinctive, évoquant l'esprit festif des tavernes portuaires et des chants de marins.  

## Musiciens
- Christopher Bowes - Chant, Claviers
- Gavin Harper - Guitare, Chant
- Dani Evans - Basse, Chant
- Migo Wagner - Batterie

### Musiciens de session
- Lasse Lammert - Guitare (titres 1 et 2), Chant
- Brendan Casey - Basse additionnelle, Chant
- Bee Bloodpunch - Chant
- Ian Wilson - Batterie additionnelle

## Liste des morceaux
1. Leviathan – 6:05
2. Wolves of the Sea – 3:33
3. Weiber und Wein (Pirates Of The Sea's Cover) – 3:43
4. Heavy Metal Pirates – 4:23